# Ruch Uhuru
Ruch Uhuru (Ruch Wolność czy Uhuru Movement) – ruch skupiający afrykańskie organizacje o charakterze internacjonalistycznym. Odnosi się zarówno do Afrykanów w Afryce jak i afrykańskiej diaspory. Przewodniczącym ruchu jest Omali Yeshitela i jego African People's Socialist Party (APSP - Afrykańska Ludowa Patria Socjalistyczna). „Uhuru” w języku Swahili oznacza „wolność”.